# Hyundai Santa Fe
Hyundai Santa Fe je crossover SUV vyráběný jihokorejskou automobilkou Hyundai od roku 2000. Vůz je pojmenován po městě Santa Fe v Novém Mexiku a byl představen pro modelový rok 2001 jako první SUV značky Hyundai. Santa Fe bylo milníkem v restrukturalizačním programu automobilky na konci 90. let 20. století, stalo se hitem mezi americkými zákazníky a zajistilo značce Hyundai postavení na trhu ve Spojených státech amerických. Mezi lety 2006 a 2012 byla modelová řada Santa Fe zařazena mezi menší kompaktní crossover Tucson a větší Veracruz.
Třetí generace Santa Fe představená v roce 2012 byla k dispozici ve dvou verzích, kterými byly běžná (krátká) a prodloužená verze s dlouhým rozvorem. Krátký model se v Severní Americe prodával jako Santa Fe Sport (tři řady sedadel nebyly k dispozici) a na světových trzích jednoduše Santa Fe (tři řady sedadel byly standardem nebo za příplatek), zatímco prodloužený model s dlouhým rozvorem se v USA jmenoval Santa Fe, v Kanadě Santa Fe XL a v Jižní Koreji se nazýval Hyundai Maxcruz.
V současné době je Santa Fe velikostně umístěno mezi modely Tucson a Palisade, přičemž druhý jmenovaný nahradil Santa Fe s dlouhým rozvorem.

## První Generace (SM, 2000)
V prvním roce výroby byl Santa Fe nabízen se dvěma motory a převodovkami. V Severní Americe byl standardním motorem řadový čtyřválec o objemu 2,4 litrů, který mohl být spojen s pětistupňovou manuální nebo čtyřstupňovou automatickou převodovkou. Motor Delta V6 o objemu 2,7 litrů nabízel vyšší výkon než čtyřválec, ale byl k dispozici pouze s automatickou převodovkou. Standardem byl pohon předních kol (s kontrolou trakce na přání u motoru V6) a pohon všech čtyř kol byl za příplatek. Mimo Spojené státy byl v nabídce taktéž turbodiesel o objemu 2,0l CRTD. V Austrálii se Santa Fe začalo prodávat v listopadu 2000 s jedinou volbou motoru a převodovky - šestiválec 2,7l spojený se čtyřstupňovou automatickou převodovkou. Pohon všech kol byl standardem. O několik měsíců později, v roce 2001, přibyl do nabídky levnější čtyřválec 2,4l, který byl však k dispozici pouze s manuální převodovkou.

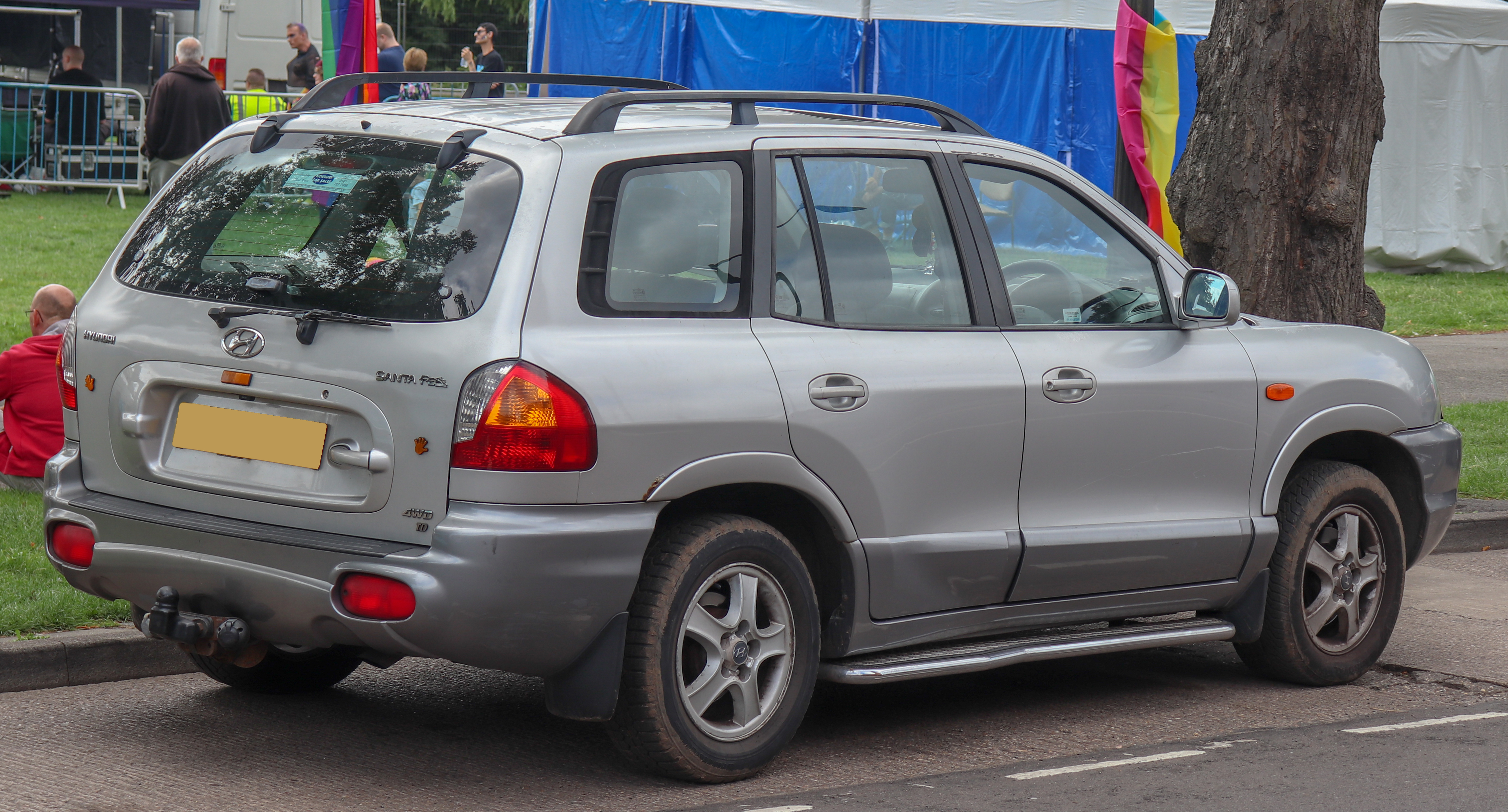
Hyundai Santa Fe (před faceliftem, 2001)

Santa Fe vstoupilo do druhého roku výroby pouze s jednou drobnou změnou, která spočívala v umístění emblému V6 na vyšší místo na zadních dveřích. V únoru 2002 byly pozměněny středové ventilační otvory v interiéru a tlačítka na přístrojové desce. Hodiny byly přemístěny na střed palubní desky. Později v roce 2002 Hyundai zvýšil objem palivové nádrže z 64 na 71 litrů a za příplatek přibyla možnost panoramatického střešního okna. Matné šedé kliky dveří v interiéru byly nahrazeny chromovanými.
V roce 2003 Hyundai reagoval na stížnosti zákazníků, například že kapota motoru používá manuální podpěru a nikoli plynové vzpěry, že v přihrádce u spolujezdce chybí světlo a že motory neměly dostatečný výkon. Proto Hyundai v Severní Americe v tomto roce přidal do nabídky 3,5litrový šestiválec. Větší motor se dodával s počítačem řízeným systémem pohonu všech kol a pětistupňovou automatickou převodovkou, která vycházela ze standardní čtyřstupňové. Výkonný zvukový systém Monsoon byl standardní výbavou od střední výbavy GLS a v nejvyšší výbavě LX byl dodáván s měničem na 6 disků CD. Změny pro rok 2003 završilo vyřazení velmi nepopulární zelené barvy Pine Green, která získala přezdívku "Yucky Green" (fujtajbl zelená). V Austrálii byl v roce 2003 kvůli slabým prodejům vyřazen z nabídky čtyřválcový motor a zůstal pouze motor 2,7l V6 s automatickou převodovkou.
Hyundai s modelem Santa Fe pokračoval v prodejních rekordech i v roce 2004, kdy se vůz dočkal jen drobných změn. Manuální ovládání klimatizace u základní výbavy GL a střední výbavy GLS bylo mírně upraveno a anténa byla přesunuta ze skla zadního okna na straně řidiče na střechu.

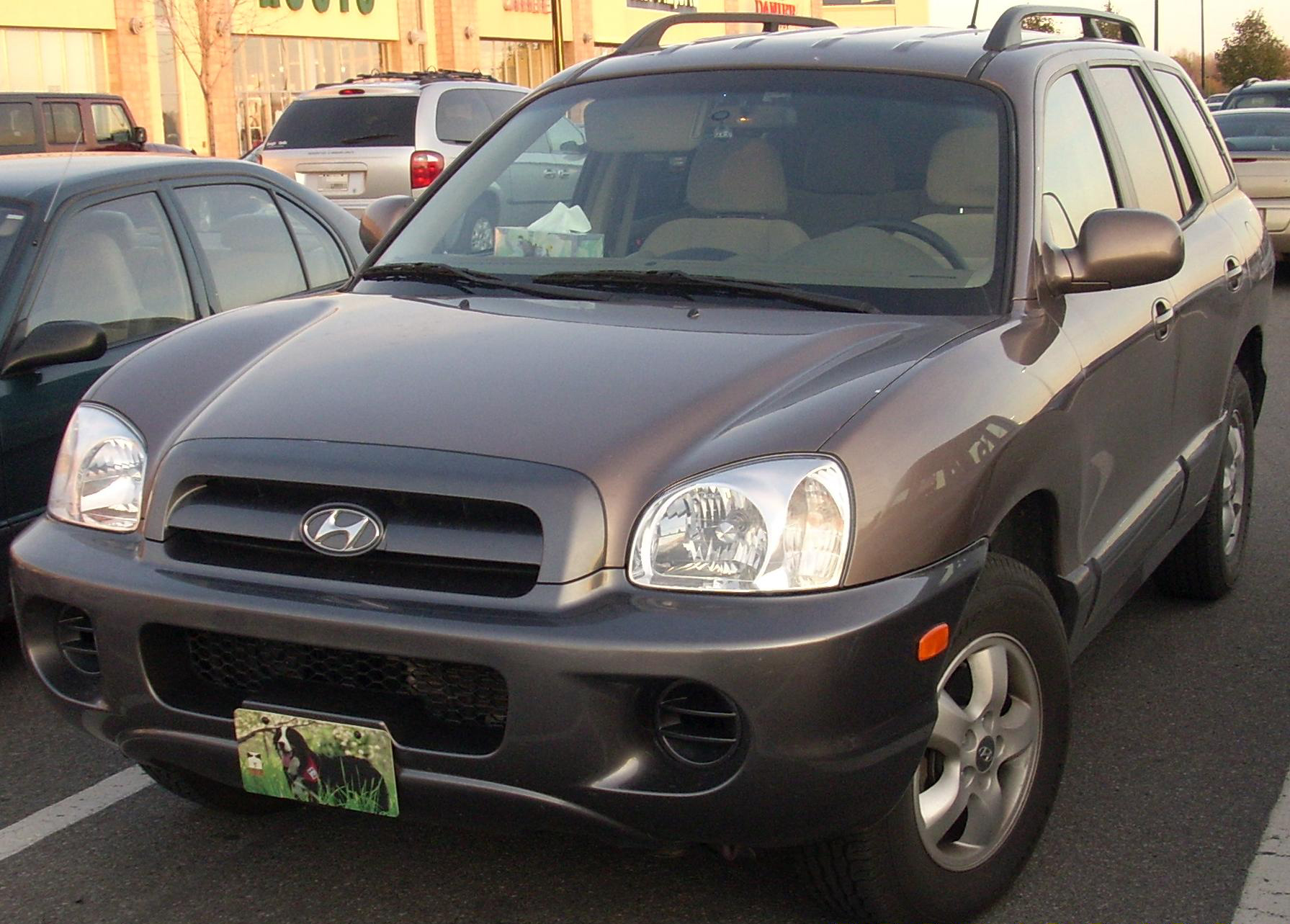
Hyundai Santa Fe (facelift, 2005)

Santa Fe prošlo pro modelový rok 2005 větším faceliftem. Změn se dočkala mřížka chladiče, zadní světla, zadní nárazník a vnitřní přístrojová deska. Z nabídky vypadla základní výbava GL, aby vůz nečinil konkurenci novému a levnějšímu modelu Tucson.
V posledním roce první generace přibyl do nabídky v Evropě vznětový motor o objemu 2,2 litrů.

## Druhá Generace (CM, 2005)
Druhá generace Santa Fe se začala prodávat v Jižní Koreji koncem roku 2005. Ve Spojených státech měla premiéru na autosalonu v Detroitu v roce 2006. První vyrobené Santa Fe ve Spojených státech sjelo z montážní linky Hyundai v Montgomery ve státě Alabama 18. dubna 2006.

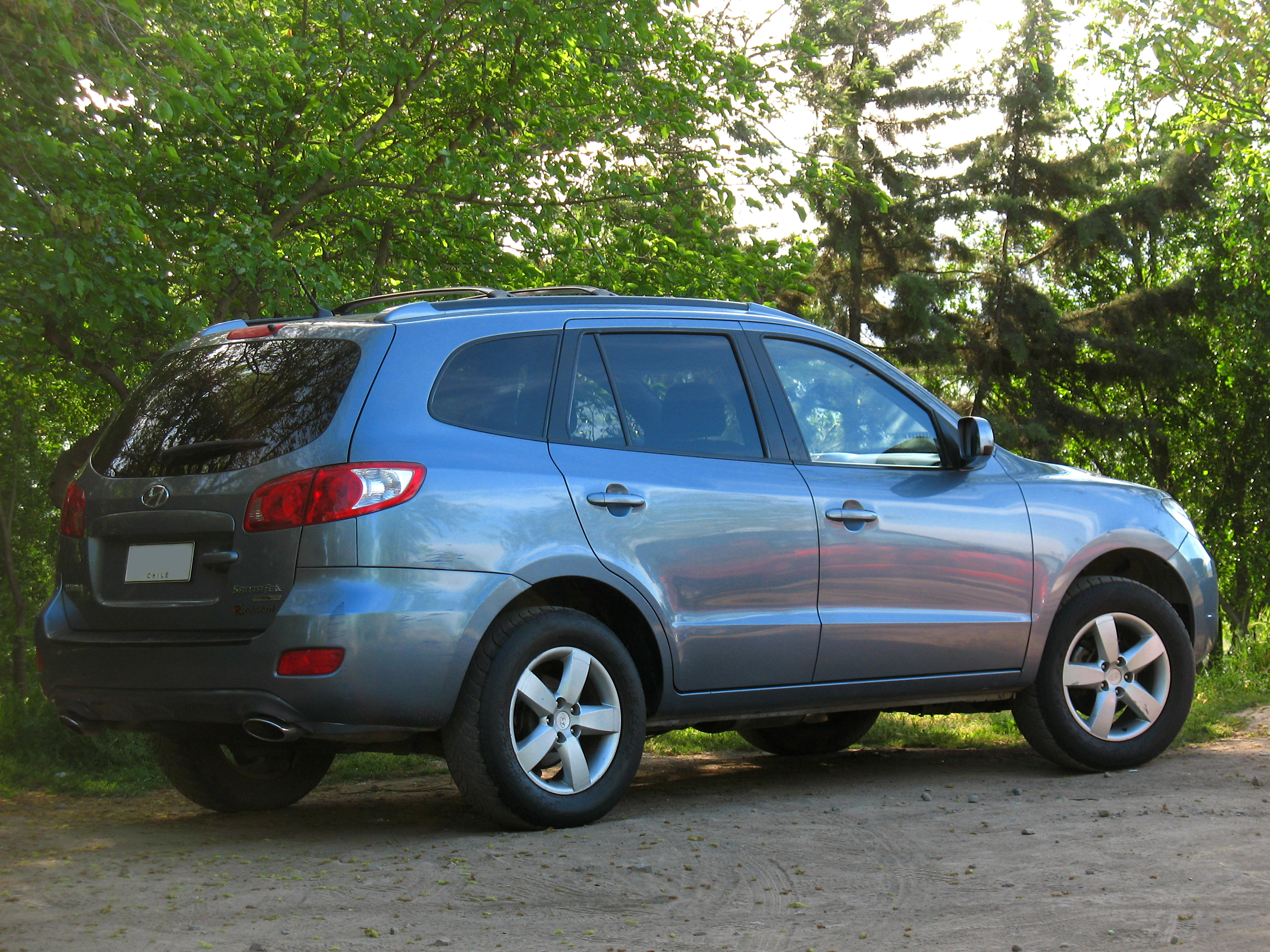
Hyundai Santa Fe (2007)

Ve standardní výbavě druhé generace modelu Santa Fe byly nově všechny moderní bezpečnostní prvky, které předchozí model postrádal nebo za které se připlácelo. Elektronická kontrola stability (ESC), boční airbagy pro všechny řady sedadel, kontrola tlaku v pneumatikách, aktivní opěrky hlavy vpředu a ABS bylo součástí standardní výbavy. Náklony karoserie v zatáčkách, které byly problémem předchozí generace, byly v novém Santa Fe zredukovány. Snížil se také hluk od vozovky i aerodynamický hluk. Interiér byl kompletně nový s modře podsvícenými ovládacími prvky na palubní desce (na rozdíl od zelené barvy do té doby používané v ostatních modelech Hyundai). Nejvyšší výbava Limited měla interiér provedený v kvalitní kůži. Opěrky hlavy na zadních sedadlech, jenž způsobovaly u předchozí generace problémy s viditelností kvůli své velikosti, byly kompletně přepracovány, a po jejich zasunutí dolů jsou zakomponovány do sedadel, což pomáhá maximalizovat výhled dozadu.

### Facelift
V roce 2010 došlo na voze Santa Fe k faceliftu, jenž byl navržen a vypracován v Německu. Došlo ke změně designu přední mřížky chladiče, která byla nyní navíc v barvě karoserie namísto černé. Nová zadní světla se skládala z celočervených krytů s rozsáhlými chromovanými doplňky a vůz dostal nová pětipaprsková kola z lehké slitiny. V interiéru přibylo ovládání audiosystému na volantu, nové tmavší dřevěné obložení a kovový potah volantu. Ukazatele byly upraveny novým písmem a typem číslic a designem podsvícení. Nově byl k dispozici navigační systém s dotykovou obrazovkou a zadní zpětnou kamerou.
Na americkém trhu se přestala nabízet volitelná třetí řada sedadel, takže větší Veracruz (v Evropě ix55) se stal jediným vozem Hyundai prodávaným ve Spojených státech, který nabízel více než pět míst k sezení.
Změny v pohonném ústrojí zahrnovaly možnost volby standardní šestistupňové manuální převodovky nebo volitelné šestistupňové automatické převodovky. Mezi motory byly na výběr 2,4litrový čtyřválec a 3,5litrový motor V6, jenž byl identický jako ten používaný ve voze Kia Sorento. Oba motory generovaly vyšší výkon a zároveň dosahovaly lepší spotřeby paliva než předchozí motory. Prodej byl zahájen počátkem ledna 2010.

Od 1. září 2010 se výroba modelu Santa Fe v Severní Americe přesunula do nového montážního závodu Kia ve West Pointu v Georgii, kde se začalo vyrábět Santa Fe pro modelový rok 2011. Důvodem bylo zajištění výrobní kapacity v původním závodě v Alabamě pro novou Sonatu a novou Elantru.

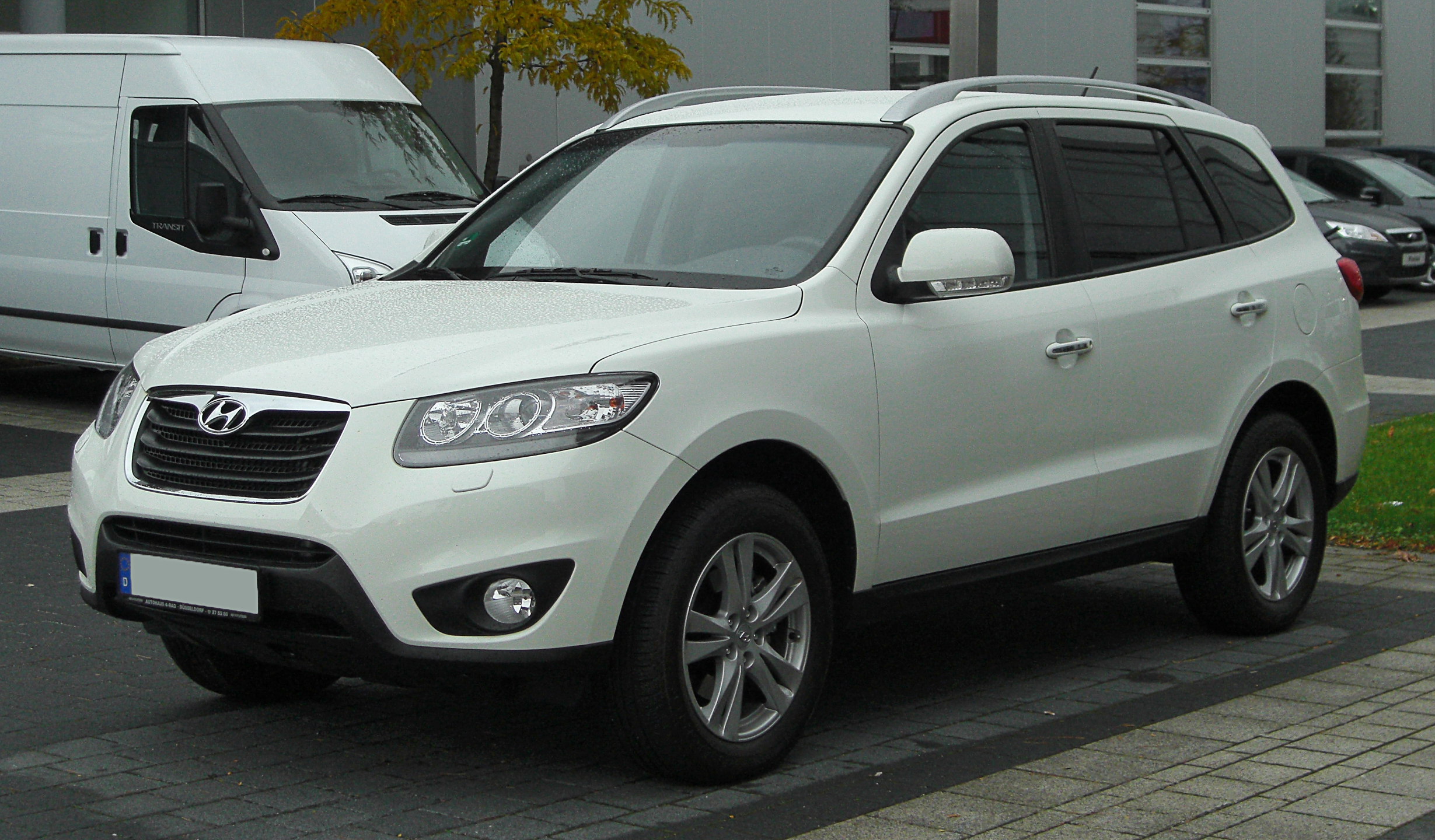
Hyundai Santa Fe (facelift, 2010)
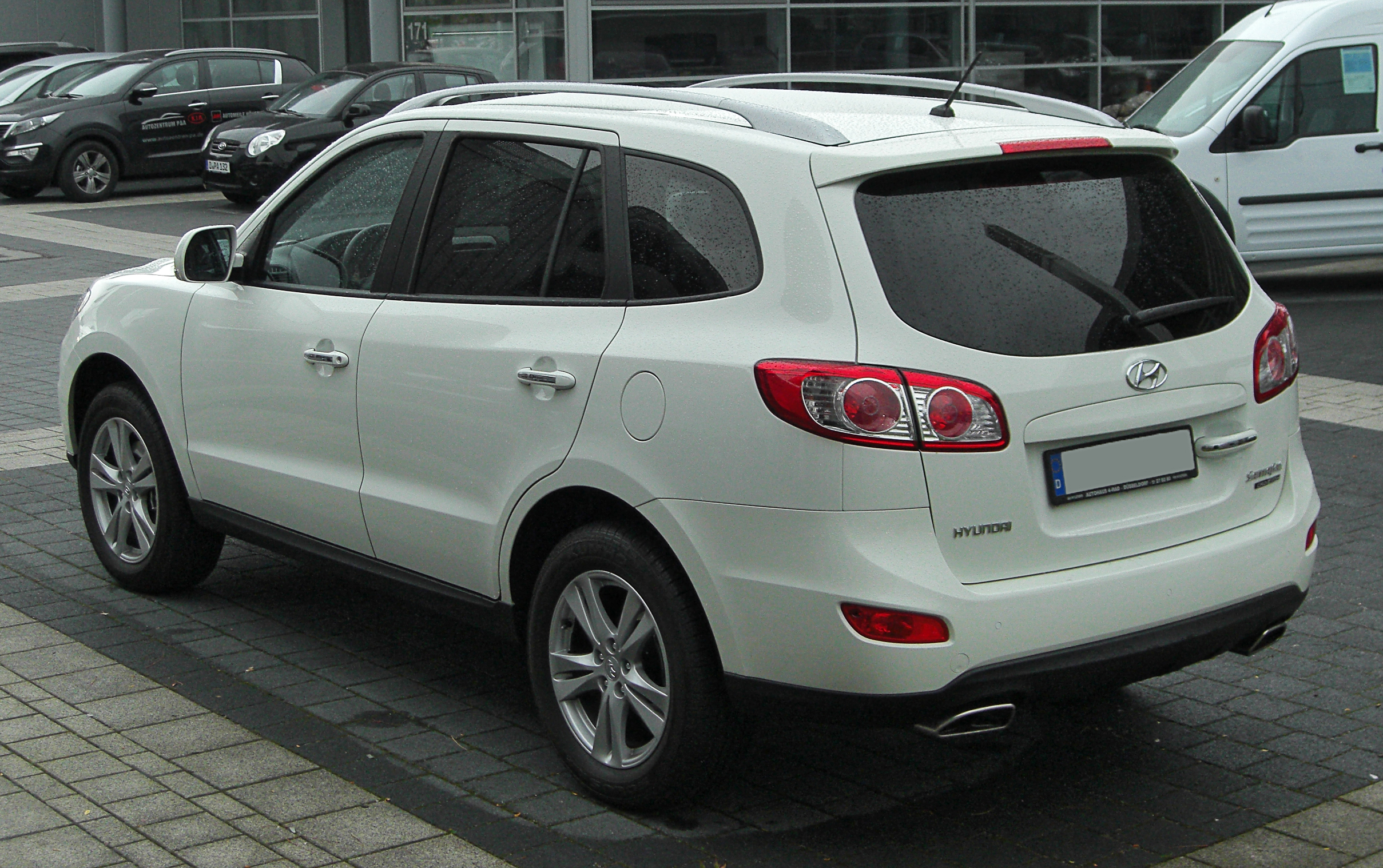
Hyundai Santa Fe (facelift, 2010)

## Třetí Generace (DM/NC, 2012)

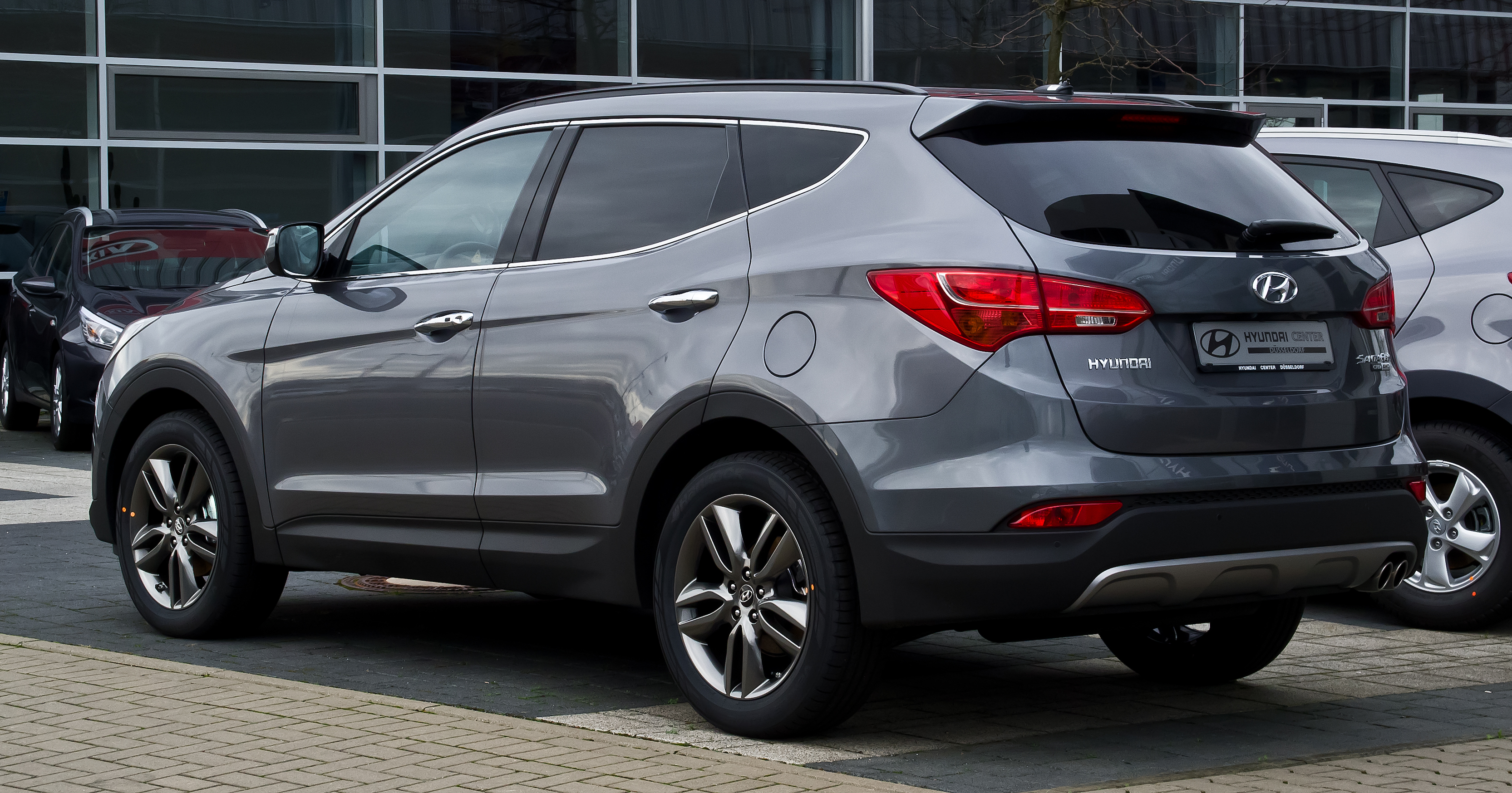
Hyundai Santa Fe (před faceliftem, 2012)

Třetí generace modelu Santa Fe, která byla představena 4. dubna 2012 na mezinárodním autosalonu v New Yorku, má dvě varianty rozvoru: kratší pětimístnou variantu (v USA pod názvem Santa Fe Sport), která je na několika trzích volitelně sedmimístná, a verzi s dlouhým rozvorem se třemi řadami sedadel a možností usadit šest nebo sedm cestujících. Obě verze byly navrženy v designovém jazyce "Storm Edge", který se měl dále rozšiřovat i k ostatním modelům Hyundai.
Verze s krátkým rozvorem se v Severní Americe prodává jako Santa Fe Sport, v ostatních regionech pouze jako Santa Fe. Zatímco v Severní Americe je Santa Fe Sport k dispozici výhradně ve dvouřadé verzi, ve většině regionů mimo Severní Ameriku je standardně nebo na přání k dispozici třetí řada sedadel.
Při uvedení na trh byla třetí generace krátkého Santa Fe vybavena výhradně čtyřválcovými motory. Standardním motorem byl 2,4litrový o výkonu 190 koní (142 kW), v nabídce byl i 2,0l čtyřválec s turbodmychadlem o výkonu 264 koní (197 kW). Standardem je pohon předních kol, za příplatek je k dispozici pohon všech kol.

### Grand Santa Fe
Varianta s dlouhým rozvorem byla uvedena na trh v Jižní Koreji 7. března 2013 pod názvem Maxcruz. Delší Santa Fe dostalo unikátní design masky chladiče, volitelná 19palcová kola z lehkých slitin, dvojité koncovky výfuku a tvar karoserie, který zdůrazňuje větší prostor pro cestující a větší kufr v zadní části od B-sloupku dál.

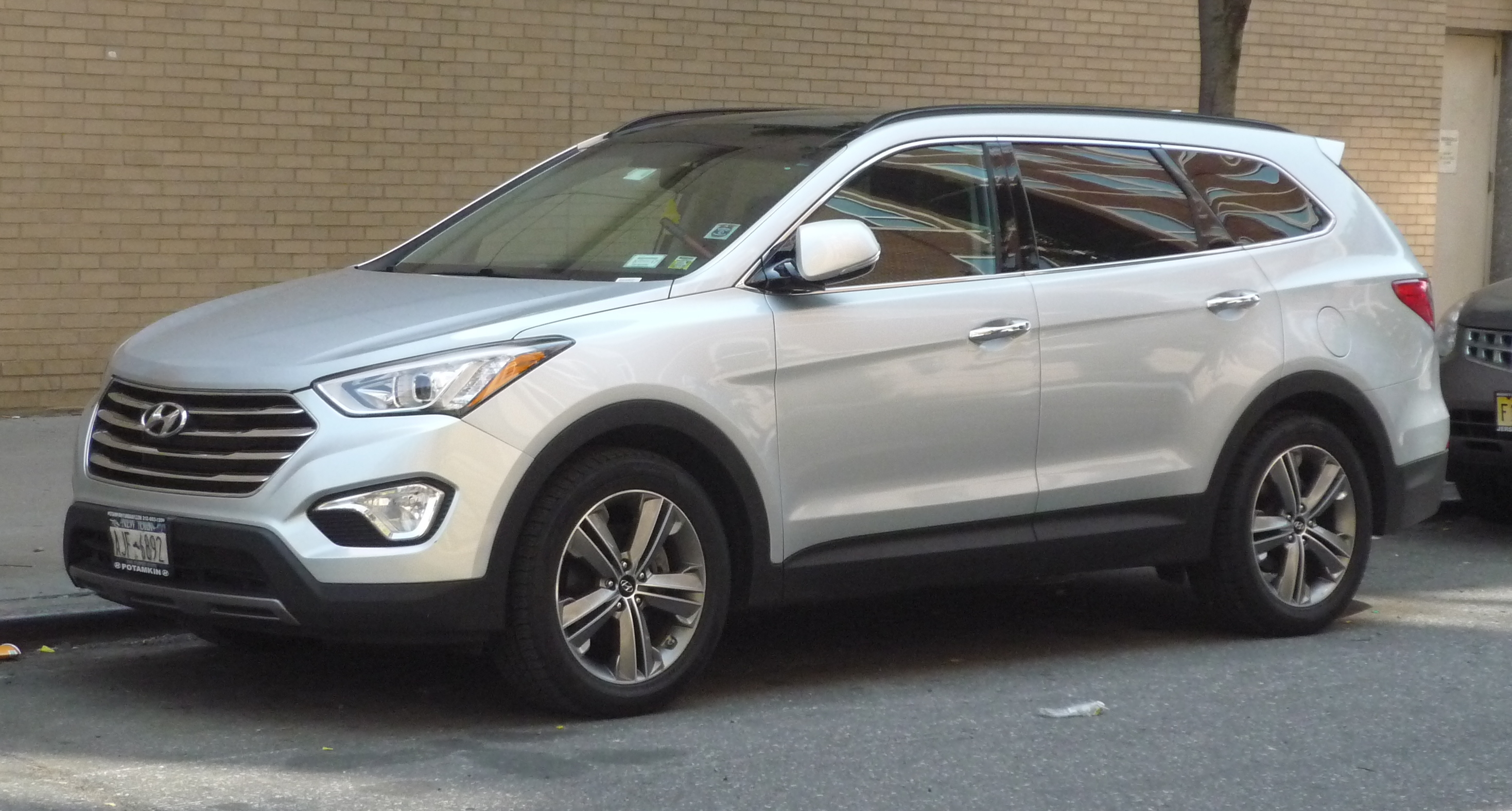
Hyundai Grand Santa Fe (před faceliftem)

Na některých trzích, včetně českého, se Santa Fe s prodlouženým rozvorem prodávalo pod názvem Grand Santa Fe.
V Severní Americe byl vůz s dlouhým rozvorem nabízen výhradně se zážehovým motorem V6 o objemu 3,3 litru a výkonu 290 koní (216 kW), což byl v té době nejvyšší výkon ze všech vozů v této třídě. V Evropě bylo Grand Santa Fe nabízeno se čtyřválcovým vznětovým motorem 2,2 CRDi s výkonem 197 koní (147 kW).

### Facelift
Pro modelový rok 2017 se obě varianty Santa Fe dočkaly faceliftu a dostaly nové přední a zadní světlomety. Na domácím korejském trhu byl tento faceliftovaný model pojmenován "Santa Fe The Prime".

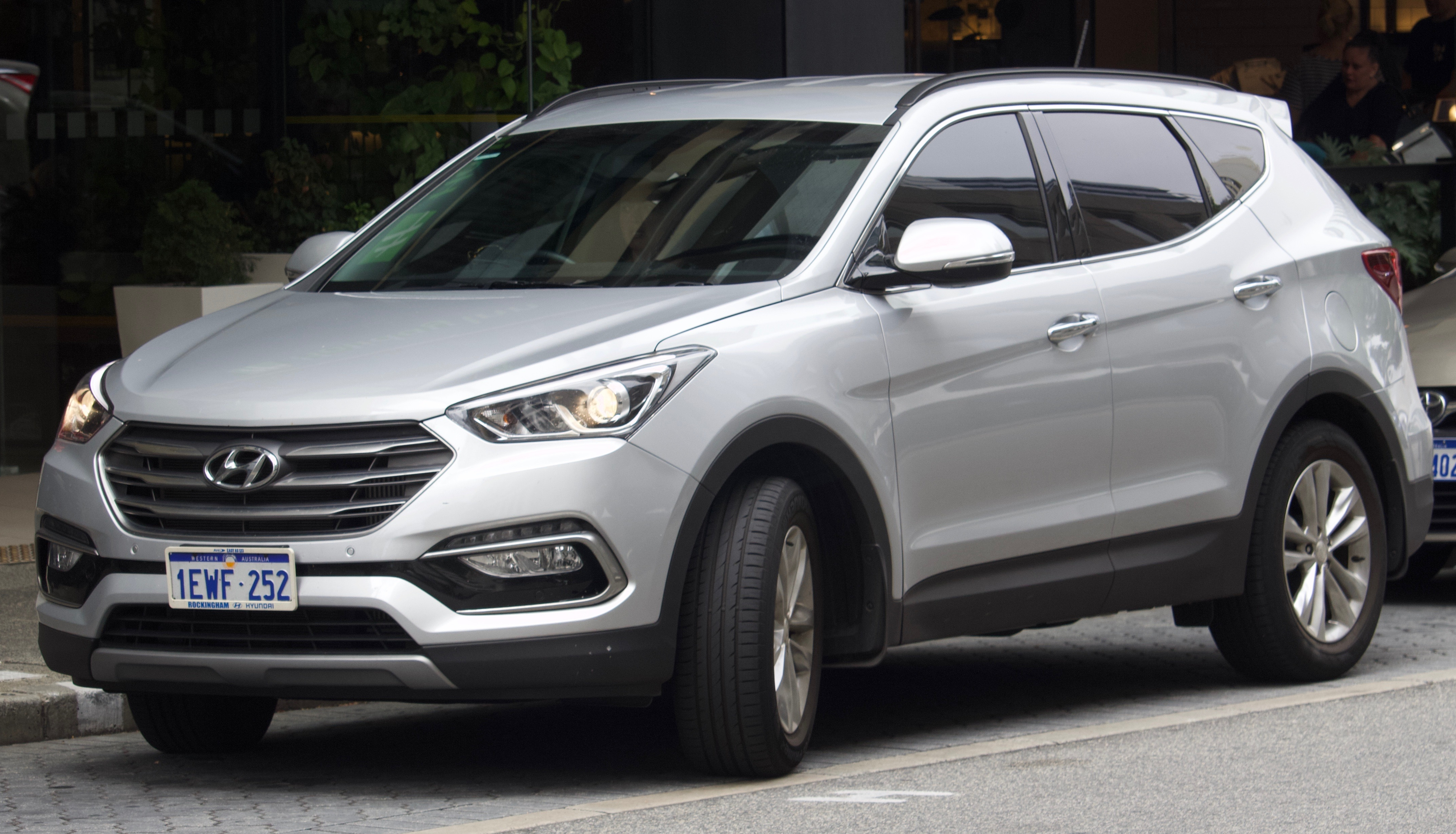
Hyundai Santa Fe (facelift)
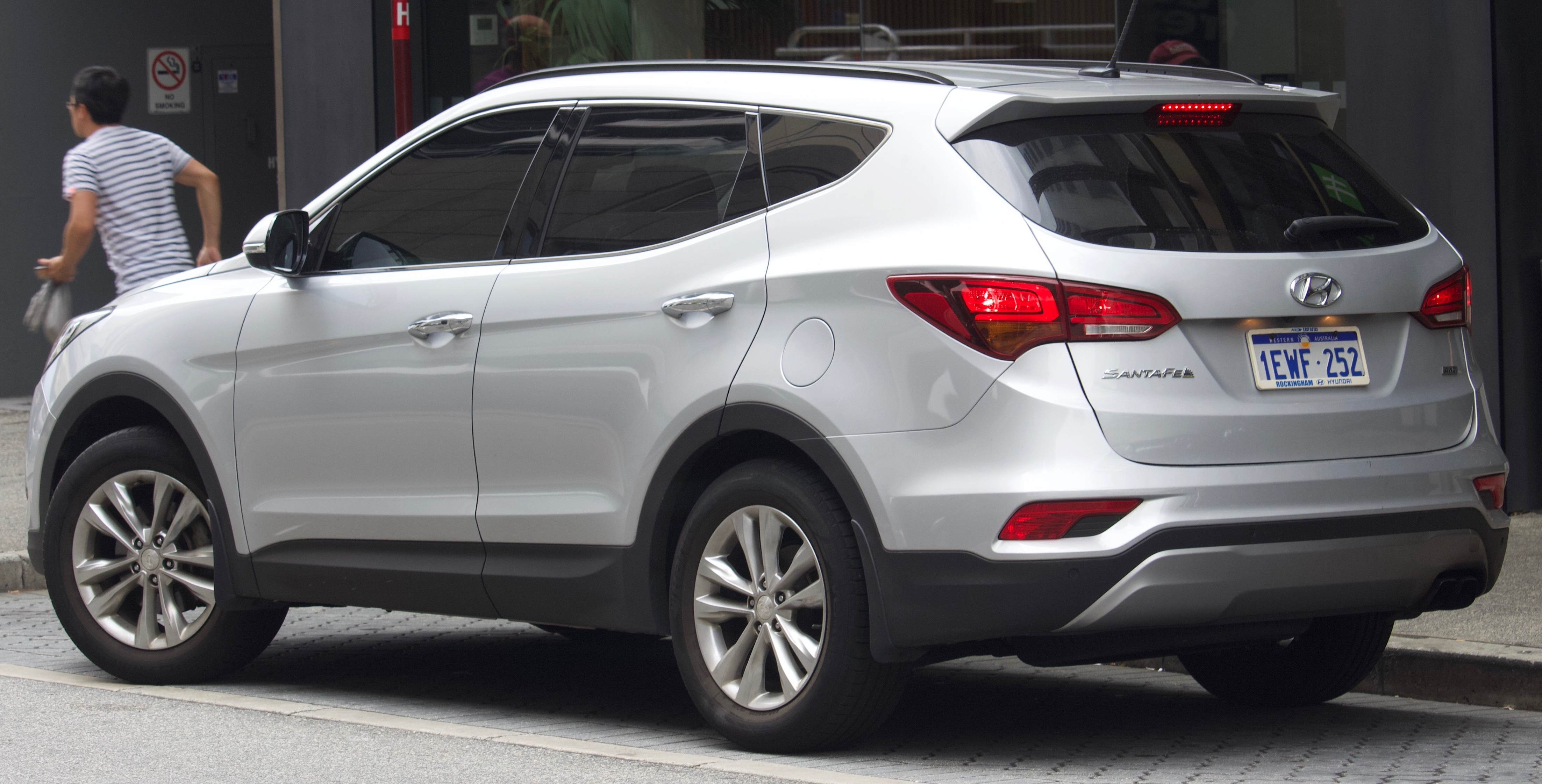
Hyundai Santa Fe (facelift)
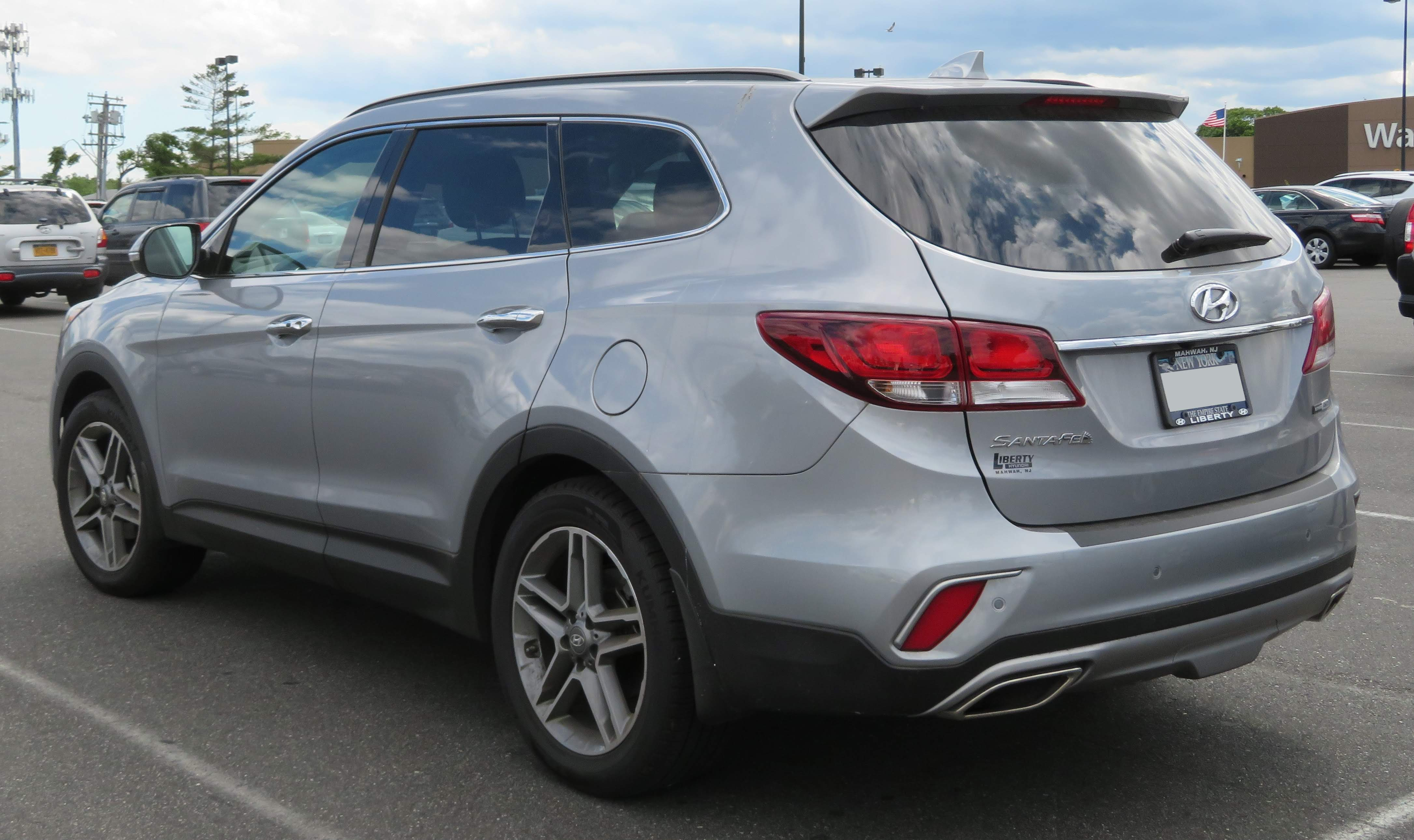
Hyundai Grand Santa Fe (facelift)

## Čtvrtá Generace (TM, 2018)
21. února 2018 představil Hyundai v Jižní Koreji čtvrtou generaci modelu Santa Fe a v březnu jej předvedla na autosalonu v Ženevě. Čtvrtá generace Santa Fe je opět dvouřadé SUV, které je nástupcem předchozího modelu Santa Fe s krátkým rozvorem. Verzi Grand Santa Fe nahradil model Palisade.
Ve srovnání s modelem třetí generace s krátkým rozvorem je model čtvrté generace delší o 80 mm, širší o 10 mm a má o 65 mm delší rozvor. Díky delšímu rozvoru mají cestující ve druhé a třetí řadě více místa pro nohy. Ve druhé řadě se prostor pro nohy zvětšil o 38 mm a sedadlo je o 18 mm výše. Třetí řada sedadel je opět na několika trzích volitelná, na některých jiných trzích je standardem a v regionech, jako je Severní Amerika, není k dispozici.

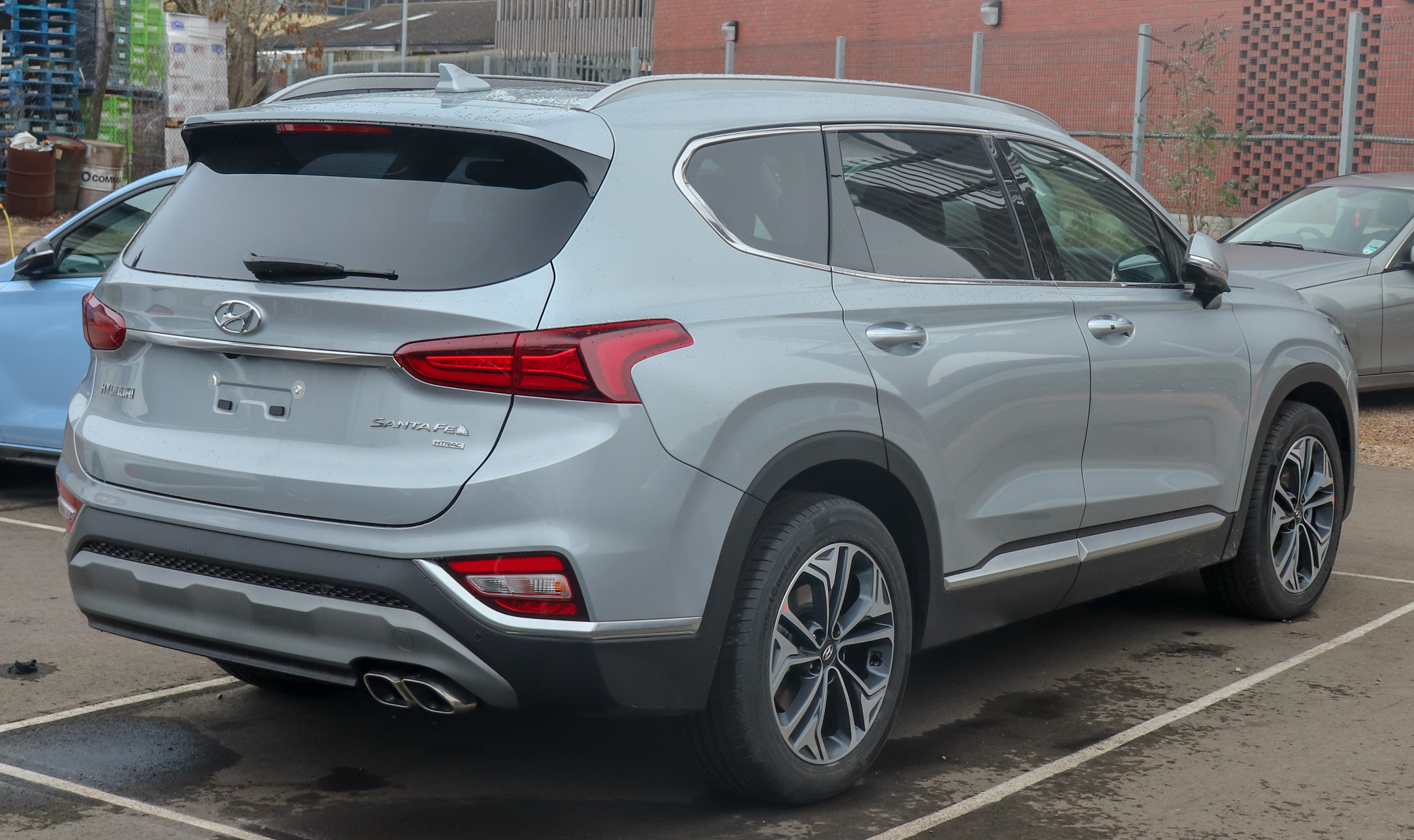
Hyundai Santa Fe (před faceliftem, 2019)

Řízení modelu Santa Fe bylo vyladěno tak, aby bylo citlivější, a modernizované odpružení je tužší a vertikálněji skloněné pro delší cestování. Díky tomu se zvýšila stabilita vozidla a zároveň se podle Hyundai zlepšil komfort a tichost. Hluk na silnici je rovněž snížen díky použití většího množství materiálů tlumících hluk. Za příplatek je k dispozici samonivelační odpružení, které plynule upravuje výšku jízdy bez ohledu na zatížení vozidla. Čtvrtá generace modelu je také postavena s rozsáhlým použitím vysokopevnostní oceli, více než kterýkoli jiný vůz Hyundai při jeho uvedení na trh s 57 procenty, resp. o 15 procent více než starší model.
V Evropě jsou nabízeny tři motory: vznětový motor o objemu 2,0 litru s výkonem 152 koní (113 kW) nebo 180 koní (134 kW), vznětový motor o objemu 2,2 litru (197 koní (147 kW)) a zážehový motor o objemu 2,4 litru (185 koní (138 kW)). Motory jsou nabízeny se 6stupňovou nebo 8stupňovou automatickou převodovkou.

### Facelift
3. června 2020 Hyundai odhalil faceliftovaný model Santa Fe pro modelový rok 2021. Faceliftované Santa Fe je postaveno na novější platformě N3, která umožňuje nabízet hybridní a plug-in hybridní modely.
Modernizované Santa Fe má na přídi nové LED světlomety ve tvaru písmene "T", které splývají s novou a širší kaskádovitou mřížkou chladiče. Přepracována byla také zadní část vozu, kde se po celé šířce vozu táhne dlouhý reflexní pás. Širší podběhy kol byly navrženy tak, aby se do nich vešla větší 20palcová kola.

Vůz má přepracovanou středovou konzoli s tlačítkovým voličem převodových stupňů "shift-by-wire" a také nový volič jízdních režimů. Má také 26centimetrový dotykový displej a řidič má k dispozici 31centrimetrový digitální přístrojový panel.

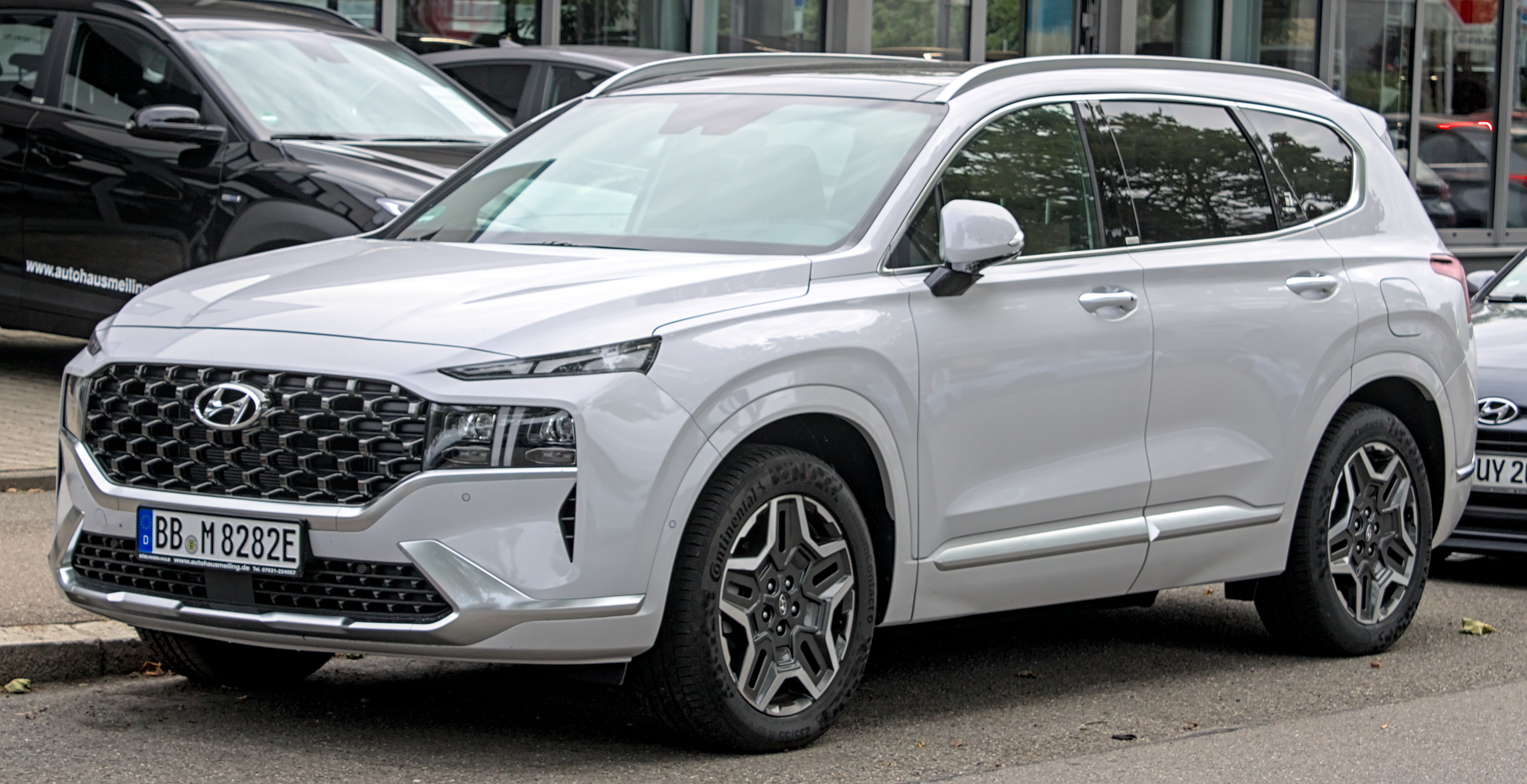
Hyundai Santa Fe (facelift, 2021)
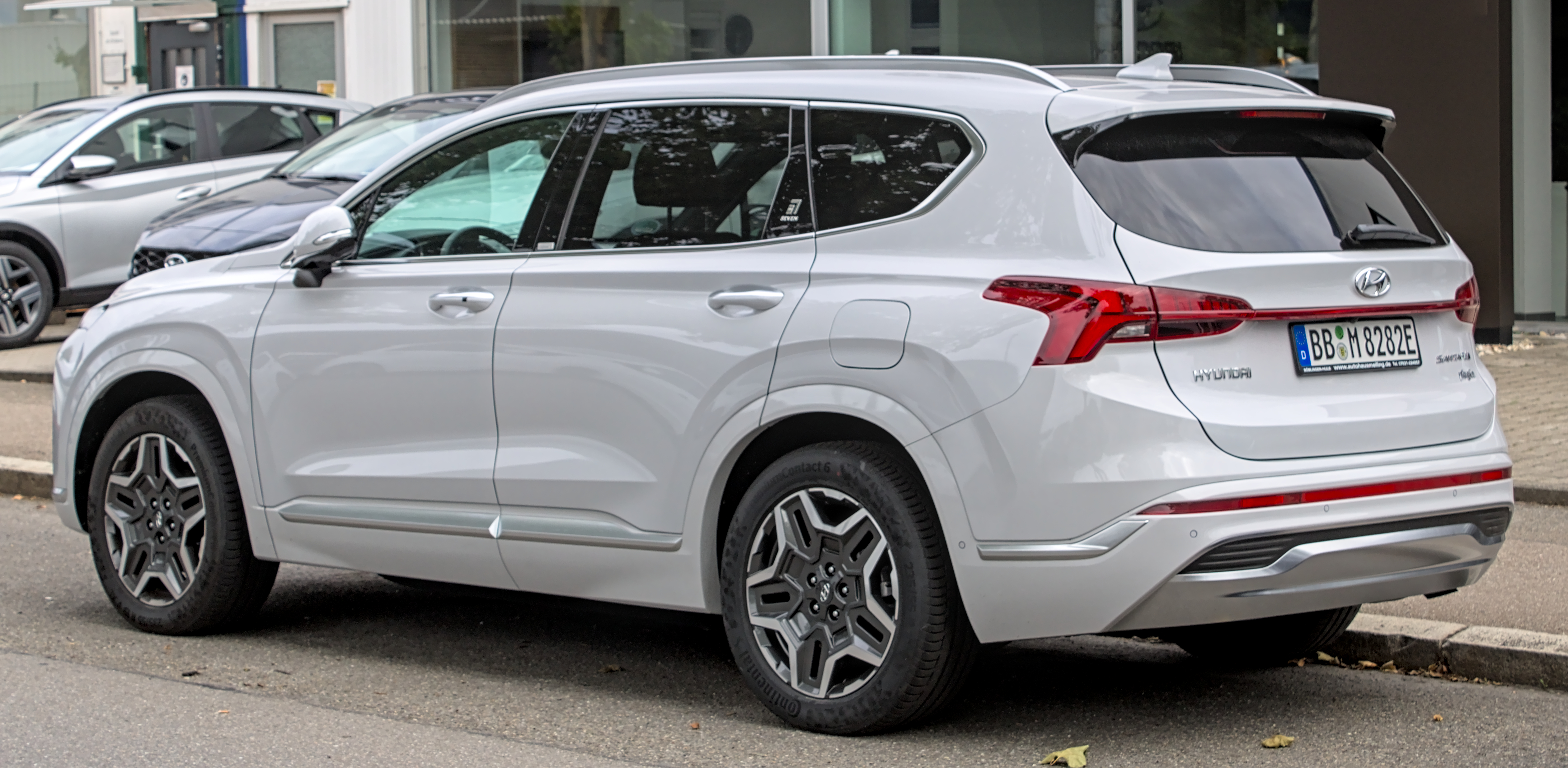
Hyundai Santa Fe (facelift)